# Stefano D'Orazio
Stefano D'Orazio (Roma, 12 settembre 1948 – Roma, 6 novembre 2020) è stato un batterista, paroliere, cantante e regista italiano.
Batterista, percussionista e voce dei Pooh dal 1971 al 2009 e poi nel biennio 2015-2016 (in occasione della reunion per il cinquantennale del gruppo), è stato autore di parte dei testi delle canzoni del gruppo, del quale in seguito è divenuto anche responsabile manageriale.

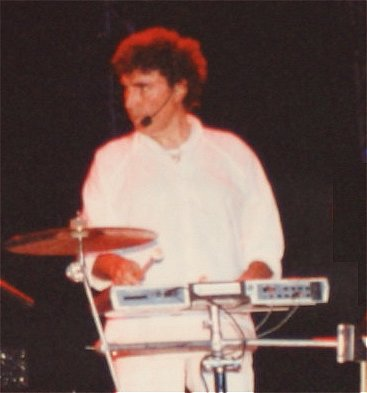
Stefano D'Orazio nel 2004

## Biografia

### Gli esordi
Nato e cresciuto nel quartiere romano di Monteverde, inizia a suonare la batteria, acquistando uno strumento di seconda mano, sin dagli anni del liceo con il proprio primo gruppo chiamato The Kings, dal nome del complesso dal quale acquistò la batteria, di ispirazione beat. La band cambia poco dopo il nome in The Sunshines e inizia a esibirsi in un locale della periferia romana, suonando unicamente pezzi strumentali degli Shadows, in quanto non avevano i mezzi per procurarsi un impianto voci; con questo gruppo, inoltre, Stefano esordì come paroliere, scrivendo il testo di Ballano male.
Terminata questa iniziale esperienza, D'Orazio si arrangiò facendo, per un breve periodo, da colonna sonora allo spettacolo underground per percussioni e voci "Osram" di Carmelo Bene e Cosimo Cinieri, organizzato nel locale "Beat '72". Successivamente entra nel gruppo Italo e il suo complesso, poi rinominato I Naufraghi. Anche quell'esperienza fu di breve durata cosicché aprì a Roma due "Cantine Club", locali all'interno dei quali si esibivano i gruppi del Regno Unito reduci dal "Piper". A tale attività associò quella di turnista presso la RCA, potendo così pagare parte delle cambiali e l'acquisto della batteria Ludwig.
Per autofinanziarsi e non pesare sul bilancio familiare D'Orazio fece la comparsa in vari film a Cinecittà grazie all'intercessione dell'attore Marcello di Falco: Rita la figlia americana; in Capriccio all'italiana, nell'episodio Il mostro della domenica, recitò letteralmente ai piedi di Totò; Bill il taciturno, Django spara per primo, Due croci a Danger Pass, Little Rita nel Far West, L'età del malessere, Pronto... c'è una certa Giuliana per te, Per 100.000 dollari t'ammazzo.
Successivamente fa parte prima dei The Planets, poi del gruppo Pataxo and the Others e infine de Il Punto, con il quale collabora alla colonna sonora del film Ettore lo fusto, da cui viene estratto un 45 giri.

### Pooh
L'8 settembre 1971, su suggerimento di Pino Tuccimei, entra a far parte dei Pooh, in seguito all'uscita di Valerio Negrini (che da lì in poi si occupò solamente della scrittura dei testi delle canzoni). La band già conosceva il batterista romano e nonostante le ritrosie del produttore Giancarlo Lucariello, lo accolse; dopo una settimana di prove al Vun Vun di Roma, dal successivo 20 settembre esordisce con una serie di serate di rodaggio in Sardegna. La prima canzone interpretata da solista nei concerti dal vivo è stata Tutto alle tre, ereditata dal suo predecessore Negrini.
Dal 1975 si affianca a Valerio Negrini come paroliere, in quanto firma il testo di Eleonora mia madre, inclusa nell'lp Un po' del nostro tempo migliore e, nel successivo Forse ancora poesia, firma il testo di Peter jr. Nel 1976, con il brano Fare, sfare, dire, indovinare, incluso nell'album Poohlover (il primo prodotto dopo la collaborazione con Lucariello) approdò alla prima esperienza come cantante solista su disco; nei precedenti dischi non aveva parti soliste ma cantava nelle parti corali, utilizzando spesso il falsetto nell'armonizzazione a quattro voci dei brani. Per questo album oltre a scrivere il testo della canzone sopra citata, scrive anche Storia di una lacrima.
L'anno successivo scrive il testo di Che ne fai di te, inclusa nell'album Rotolando respirando, mentre l'anno seguente scrive i testi delle canzoni Pronto, buongiorno è la sveglia e La leggenda di Mautoa, entrambe incluse nell'album Boomerang; nel 1979 scrive i testi delle canzoni Rubiamo un'isola e Così ti vorrei, per l'album Viva, poi nel successivo album Stop scrive i testi di Numero uno e Aria di mezzanotte.
A partire dal 1981, con Buona fortuna, da lui scritta per l'omonimo album insieme a Lascia che sia, propone agli altri membri dei Pooh di cantare in ogni disco almeno un pezzo a quattro voci alternate; in questo modo s'interrompe il consolidato uso di lasciare le parti vocali soliste al duo Facchinetti-Battaglia; di conseguenza, l'anno successivo è la volta di Anni senza fiato, lato b del singolo omonimo. D'Orazio cura anche parte dell'area manageriale dei Pooh, e nel 1983 fonda l'etichetta First. Quello stesso anno interpreta, sempre con gli altri tre, il brano Tropico del nord, da lui scritta insieme a Lettera da Berlino Est, contenuta nell'album omonimo; inoltre lo stesso anno interpreta la cover Happy Christmas (War is Over), sempre con gli altri tre.
L'anno successivo interpreta La mia donna e Il giorno prima, entrambe inserite nell'album Aloha ed entrambe cantate a quattro voci alternate; inoltre per lo stesso album scrive i testi di Stella del sud e Canzone per Lilli. Nel 1985 scrive e interpreta il brano Se c'è un posto nel tuo cuore, incluso nell'album Asia non Asia, che rimarrà negli anni la canzone più significativa di questo disco e che viene puntualmente riproposta live: si tratta della prima canzone dei Pooh, tra quelle registrate in studio, interpretata interamente da Stefano. Questo brano venne utilizzato anche come sigla de Il processo del lunedì; inoltre in quello stesso album interpreta Per noi che partiamo, della quale scrive anche il testo, e Per chi merita di più, entrambe cantate a quattro voci alternate.
L'anno successivo, nell'album del ventennale, Giorni infiniti, scrive i testi di Amore e dintorni e Goodbye, brano che i Pooh interpretano a quattro voci alternate; sul finire dell'anno viene pubblicata la canzone Forse Natale, interpretata a quattro voci alternate, della quale scrive il testo. La canzone, per la verità, era stata registrata nel dicembre 1985, a Sidney, nel corso del tour promozionale dell'album Asia non Asia, ma i Pooh decisero di tenerla nascosta per otto mesi.
Nell'album Il colore dei pensieri del 1987, interpreta la canzone Tu dov'eri, insieme agli altri tre, ed il brano Non sei lei, e scrive i testi di Io sto con te e Siamo ancora sulla strada, mentre nel 1988, nell'album Oasi, interpreta il brano Io da solo, con gli altri tre, e inoltre scrive e interpreta la canzone autobiografica La ragazza con gli occhi di sole; a partire da questo album, in ogni successivo lavoro ci sarà almeno una canzone interpretata interamente da lui; inoltre per questo album scrive il testo di Che vuoi che sia.
Due anni dopo interpreta le canzoni Uomini soli, Donne italiane e Tu vivrai, con gli altri tre, e interamente la canzone Giulia si sposa (scritta da Negrini e Facchinetti), contenute nell'album Uomini soli; inoltre per lo stesso album scrive i testi di Napoli per noi e Non solo musica. Due anni dopo interpreta le canzoni Il cielo è blu sopra le nuvole e In Italia si può, insieme agli altri componenti, scrive il testo e interpreta da solista (su musica di Dodi Battaglia) 50 primavere, dedicata alle nozze d'oro dei genitori, contenute nell'album Il cielo è blu sopra le nuvole, per il quale scrive anche i testi di Stare senza di te e La donna infinita.
Nell'album successivo, Musicadentro, pubblicato nel 1994, scrive e interpreta A cent'anni non si sbaglia più, inoltre scrive il testo di Senza musica e senza parole e di E non serve che sia Natale che interpreta con gli altri tre.
L'anno seguente viene pubblicato l'unico brano della storia del gruppo scritto da tutti e quattro i componenti: si tratta dell'inedito Buonanotte ai suonatori, del quale D'Orazio scrive il testo e realizza l'interpretazione insieme con gli altri: il brano è contenuto nel live omonimo. La canzone, per la verità, era stata registrata nel 1987, a Zurigo, nel corso del tour promozionale dell'album Il colore dei pensieri, ma fino ad allora non era mai stata pubblicata.
Nell'album del trentennale, Amici per sempre, (1996), interpreta, insieme agli altri tre, sia la canzone che dà il titolo all'album (a Stefano toccano i primi due versi della frase di passaggio dalla terza strofa al secondo ritornello) sia C'è bisogno di un piccolo aiuto, da lui stesso scritta. Preparando l'album Stefano inizialmente propone, su musica di Roby, un testo dal titolo Chissà se c'è un prato là dove sei adesso, dedicato alla memoria di suo padre, da poco scomparso, e che ovviamente avrebbe dovuto interpretare; ma gli altri componenti preferiscono non trattare il tema della morte quindi, oltre a stravolgere completamente il testo, diventato Innamorati sempre, innamorati mai, interpreta un'altra canzone, Le donne mi hanno detto (scritta da Valerio Negrini e Roby Facchinetti); sempre per il medesimo album scrive inoltre i testi dei brani La donna del mio amico, che fu il brano di maggior successo del disco, e Cercando di te.
Nel 1997 scrive il testo e interpreta la canzone Brava la vita, contenuta nella raccolta The Best of Pooh, insieme agli altri componenti del gruppo. Nel 1998 i Pooh pubblicarono un album in cui riarrangiarono e reinterpretarono le loro canzoni delle origini, dal titolo Un minuto prima dell'alba, che altro non era che il primo cd del cofanetto celebrativo Poohbook; in questo album Stefano interpretò la canzone La solita storia, originariamente interpretata da Negrini, e che era contenuta nel loro album d'esordio Per quelli come noi del 1966; l'anno successivo Stefano interpreta le canzoni Se balla da sola e 20.000 leghe sopra i cieli (della quale scrive anche il testo), insieme agli altri tre e scrive e interpreta la canzone pop-dance Dimmi di si, che è tuttora la canzone di maggior successo dell'album Un posto felice; inoltre per il medesimo album scrive i testi di Mi manchi, Quando lui ti chiederà di me, Io ti aspetterò e Eravamo ragazzi.
L'anno successivo ha l'onore di aprire l'album Cento di queste vite, con la canzone Un grande amore (scritta da Valerio Negrini e Roby Facchinetti), ancora un brano pop-dance, che nel testo e nella melodia è l'ideale seguito della precedente Dimmi di sì; inoltre interpreta la canzone I respiri del mondo, insieme agli altri membri del gruppo; per il medesimo album scrive poi i testi di Non dimenticarti di me, Stai con me, Ti sposerei domani, Io ti vorrei di più, Buona fortuna e buon viaggio e L'altra faccia dell'amore.
Nel 2001 scrive il testo della canzone E arrivi tu, contenuta nella raccolta Best of the Best. Scrive poi la maggior parte dei testi del musical Pinocchio del gruppo, nel cui concept-album interpreta le canzoni Gatto & Volpe S.p.A. (in coppia con Red), Che tempi bui (in coppia con Dodi), delle quali scrive anche i testi, e Galleggiando; inoltre scrive i testi di Vita, Il paese dei balocchi, Voglio andare via e Un vero amico.
Due anni dopo, nell'album Ascolta, interpreta ben quattro brani: Capita quando capita, insieme agli altri, e, per l'unica volta nella discografia del gruppo, interpreta interamente due brani: Per dimenticare te e Dove sono gli altri tre, oltre a interpretare i finali dei ritornelli di La donna di cuori (canzone cantata all'unisono); per questo album, oltre a Capita quando capita, La donna di cuori e Dove sono gli altri tre, scrive anche i testi di Vivi, Cosa sarà di noi, Io e te e 335 - La posta del cuore.
L'anno successivo, nella raccolta La grande festa, scrive il testo e interpreta la canzone Destini, con gli altri componenti del gruppo, mentre nel 2006 interpreta il ritornello finale della canzone L'amore costa, uno dei due inediti inseriti nei due live Noi con voi e Noi con voi - Versione integrale, rispettivamente del 2006 e 2007. La sua ultima canzone cantata interamente da solo risale all'album di "cover" Beat ReGeneration del 2008, nel quale interpreta la canzone Un ragazzo di strada (canzone già cantata dai Brogues, col titolo I Ain't No Miracle Worker, poi cantata da I Corvi), la canzone Gioco di bimba, con gli altri componenti del gruppo.
Il 30 settembre 2009 D'Orazio lascia i Pooh, dopo un tour di 38 date conclusosi a Milano e dopo un'ultima canzone inedita cantata a quattro voci, Ancora una notte insieme, contenuta nella raccolta omonima. Mentre salutava i suoi fan scrisse: "Ho rotto bacchette e amicizie troppo grandi per sopportare le mie eterne lontananze, ho tenuto a battesimo i figli degli altri senza avere mai avuto il coraggio di farne uno mio, ho messo tutto il mio tempo e tutto il mio talento nella grande avventura che mi ha accompagnato fin qui".
Nel 2015 rientra nel gruppo per la commemorazione del cinquantennale, in occasione del quale scrive gli ultimi suoi tre testi per il gruppo: Tante storie fa, Le cose che vorrei, Ancora una canzone, che sono anche le uniche canzoni di tutta la discografia del gruppo (se si esclude la canzone I cinque orsacchiotti, registrata nel 1966, ma esclusa dall'album Per quelli come noi) interpretate a cinque voci alternate (visto che oltre a lui, è rientrato nel gruppo anche Riccardo Fogli).

### Progetti solisti
Nel 1975 ingaggiato dal suo ex produttore Giancarlo Lucariello, è autore di tutte le 11 tracce del disco di esordio di Alice La mia poca grande età. Nel 1977 insieme a Dodi Battaglia, Roby Facchinetti e al suo predecessore Valerio Negrini dà vita al gruppo Mediterraneo System che incide un solo 45 giri. Nel 1978 sempre per Alice firma tre canzoni per il suo secondo album Cosa resta... un fiore. Con la fondazione dell'etichetta First nel 1983, inizia a occuparsi di progetti collaterali ai Pooh. Produce il primo Lp solista di Roby Facchinetti, scrivendo inoltre il testo di Din Din Din, interpretato dallo stesso Facchinetti insieme alla figlia dodicenne Alessandra. In seguito produce i dischi di Roberta Voltolini e di Lena Biolcati, per lungo tempo sua compagna. Nel 1986 scrive il testo della canzone Grande grande amore per Lena Biolcati, con il quale vince il Festival di Sanremo nella sezione Nuove Proposte. Dopo Il musical Pinocchio dei Pooh, collabora con Lena Biolcati sia nella realizzazione dei testi dei musical di Manuel Frattini, sia nella gestione di una scuola di musica.
In seguito alla fuoriuscita dai Pooh decide di dedicarsi alla scrittura dei musical. Nel febbraio 2010 annuncia l'uscita di Aladin, musical da lui scritto e per il quale i suoi tre ex colleghi (Roby Facchinetti, Dodi Battaglia, Red Canzian) compongono le musiche; lo spettacolo debutta il 7 agosto al Teatro La Versiliana di Pietrasanta e rimane in scena per i teatri di tutta Italia, con oltre 200 repliche sold out che valgono il biglietto d'oro come campione d'incassi della stagione 2010-2011. Dal 27 marzo al 29 maggio 2010 è giudice nella terza edizione del programma Ti lascio una canzone, presentato da Antonella Clerici. Sempre nel 2010 scrive i testi italiani del musical Mamma Mia su richiesta degli ABBA; lo spettacolo esordisce al Teatro Nazionale di Milano ed anche questo, come il precedente, rimane in scena per due anni tra Milano e Roma.
Nell'ottobre 2010, Il musical Pinocchio di Saverio Marconi, di cui D'Orazio scrive i testi con Valerio Negrini, viene messo in scena a Broadway e poi al Danny Kaye Theatre, dopo 460 repliche in sette anni di programmazione. Per il suo impegno artistico e i suoi 40 anni di carriera, nel 2011 gli viene dedicata una statua al Museo delle cere di Roma. Nel dicembre 2011 lavora su W Zorro, con le musiche di Roby Facchinetti, che esordisce al Teatro Sistina di Roma ed è portato in tournée nella stagione teatrale 2012/2013. A novembre 2012 pubblica il libro autobiografico Confesso che ho stonato - Una vita da Pooh (Feltrinelli/Kowalsky).
Nell'estate 2013 affianca nuovamente Saverio Marconi, in questo caso nella scrittura del musical Cercasi Cenerentola, rivisitazione in chiave moderna della nota favola scritta dai Fratelli Grimm; lo spettacolo ha come protagonisti Paolo Ruffini e Manuel Frattini, le musiche composte da Stefano Cenci; lo spettacolo debutta agli inizi del 2014 al Teatro Brancaccio di Roma ed è portato in tournée nella stagione teatrale 2014/2015.
Nel 2017 scrive i testi delle canzoni Inseguendo la mia vita e Arianna per l'album Insieme, di Roby Facchinetti e Riccardo Fogli. A settembre 2018 pubblica il suo secondo libro Non mi sposerò mai - Come organizzare il matrimonio perfetto senza avere alcuna voglia di sposarsi (Baldini+Castoldi). Ad aprile 2019 riprende in mano un progetto, intrapreso subito dopo la Reunion: un'opera tra il rock e il sinfonico, che rilegge la storia di Parsifal, per la quale si avvale delle musiche di Roby Facchinetti. Nel frattempo scrive due romanzi; con Stefano Cenci, scrive delle canzoni per una commedia di Maurizio Micheli.
A marzo 2020 scrive il testo del singolo Rinascerò rinascerai, di Roby Facchinetti. La canzone, arrangiata da Danilo Ballo, in pochi giorni viene messa a disposizione sulle piattaforme digitali. Tanto SIAE quanto Sony Music devolveranno tutti i diritti in favore dell'Ospedale Papa Giovanni XXIII di Bergamo. Questo brano, in seguito, è stato inserito nell'album solista di Roby, intitolato Inseguendo la mia musica, per il quale scrive anche il testo del secondo singolo Fammi volare, pubblicato nel settembre 2020, e di altri due brani: Invisibili e L'ultima parola.

### Vita privata e morte
Il 12 settembre 2017, giorno del suo sessantanovesimo compleanno, sposa con rito civile la compagna Tiziana Giardoni, con la quale conviveva dal 2007.
Ha cresciuto e si considerava a tutti gli effetti padre di Silvia Di Stefano, figlia di Lena Biolcati.
Il 9 aprile 2025, una sentenza di primo grado del Tribunale di Roma ha riconosciuto Francesca Michelon figlia legittima di Stefano D'Orazio. A confermarlo il test del Dna e una perizia medico-legale, che accerta la paternità dell'ex batterista dei Pooh, morto nel 2020.
Muore la sera del 6 novembre 2020 presso il policlinico Agostino Gemelli all'età di 72 anni a seguito di alcune patologie aggravate dal COVID-19. L'annuncio della sua scomparsa è stato dato poche ore dopo dagli altri Pooh sui social, oltre che in diretta televisiva da Loretta Goggi, Giorgio Panariello e Vincenzo Salemme durante la trasmissione del programma Tale e Quale Show. Il 9 novembre si è svolto il corteo funebre dal Campidoglio fino alla basilica di Santa Maria in Montesanto, nota come la Chiesa degli artisti a piazza del Popolo, dove si sono celebrate le esequie. Le ceneri riposano nel cimitero di Maccarese, accanto ai genitori.
Il 5 dicembre 2020 Rai 1 gli dedica Ciao Stefano, amico per sempre, una serata speciale fatta di aneddoti e documenti inediti per raccontare la lunga carriera con i Pooh. Inoltre è stata anche un'occasione per rivedere uno degli ultimi concerti che hanno tenuto allo Stadio di San Siro, nel 2016.
A D'Orazio, dopo la morte, vengono dedicate diverse pubblicazioni dei vecchi compagni dei Pooh:
- i brani di Dodi e Roby Una storia al presente e L'ultima parola, che, pur essendo l'ultimo testo scritto da Stefano e dedicato a Valerio Negrini, dopo la sua morte viene dedicato anche a lui.
- il brano inedito Che meraviglia, con testo di Maria Francesca Polli, incluso nell'album Symphony, di Roby Facchinetti

### Opere postume
Il 18 marzo 2021, per volontà della moglie, viene pubblicato postumo il suo primo romanzo Tsunami (La Corte Editore).
Il 12 giugno 2024, presenti tutti i componenti dei Pooh e la moglie di Stefano, viene presentato il francobollo speciale in ricordo del batterista.
Il 13 dicembre 2024 esce “Soli” il nuovo singolo di Marracash, nel brano il rapper utilizza la voce campionata di Stefano D’Orazio.
Il brano è ispirato alla canzone “Uomini soli” con cui i Pooh vinsero Sanremo nel 1990.
Il 28 marzo 2025 Roby Facchinetti pubblica, in doppio album, l'opera prog Parsifal - L'uomo delle stelle, alla quale entrambi hanno lavorato dal 2016 al 2020, contenente 32 testi postumi di Stefano D'Orazio 

## L'arresto nel 1973
A Trieste, nel 1973, poche ore prima di un concerto che i Pooh avevano in programma al castello San Giusto, D'Orazio notò un'auto che aveva rischiato di investire una ragazza slovena che teneva un bambino in braccio e che il conducente di tale auto era sceso dalla macchina per strattonare la giovane, quindi decise di intervenire. L'automobilista si qualificò come carabiniere ed il batterista gli disse: “Non creda di poter fare quello che vuole solo perché è un carabiniere”.
Ne nacque un litigio, a seguito del quale Stefano decise di chiamare il 112, tuttavia la pattuglia che accorse sul posto era formata da altri carabinieri che conoscevano quello coinvolto nell'alterco. D'Orazio fu quindi ammanettato e portato nel carcere di Coroneo. A seguito di ciò, soltanto gli altri tre componenti dei Pooh tennero il concerto in programma.

## Discografia

### Da solista
- 2010 – Aladin - Il musical (SDO Records, SDO 10.01)
- 2011 – Mamma Mia - Il musical (SDO)
- 2012 – W Zorro - Il musical (Edizioni SDO / Babilonia, Medina 001-12)
- 2014 – Cercasi Cenerentola - Il musical (SDO MUSIC)